# 건초염
건초염(腱鞘炎, 영어: tenosynovitis)은 힘줄을 싸고있는 활막에 발생하는 염증이다. 근력 약화, 고통, 부기, 염증이 발생한 관절의 운동 장애 등이 증상이다.

## 같이 보기
- 윤활막염